# Station Hersham
Hersham is een spoorwegstation van National Rail in Rydens, Elmbridge in Engeland. Het station is eigendom van Network Rail en wordt beheerd door South Western Railway. 